# Marc Atkins
Marc Atkins (ur. 1962 w Londynie), angielski artysta fotografik. Na swoim koncie ma liczne indywidualne wystawy, występy i pokazy (fotografie, performance, video). Uczestniczył też w wielu wystawach zbiorowych, m.in. w londyńskiej National Portrait Gallery i paryskim Musée d’Art Moderne.
Jego zdjęcia znaleźć można na okładkach książek, w licznych katalogach i czasopismach, w znanych fotograficznych antologiach tematycznych, takich jak "The Nude" czy "Erotica", a także w pięciu książkowych prezentacjach autorskich: The Teratologists, Faces of Mathematics, Thirteen, Warszawa i Liqid City.